# Volo Air Mauritanie 625
Il volo Air Mauritanie 625 era un Fokker F28 Fellowship 4000 che si schiantò durante l'atterraggio all'aeroporto di Tijikja, in Mauritania, il 1º luglio 1994 nel mezzo di una tempesta di sabbia. Tutti e quattro i membri dell'equipaggio e 76 degli 89 passeggeri rimasero uccisi nello schianto. Rimane l'incidente più mortale che abbia mai coinvolto un Fokker F28 e il peggiore mai avvenuto in Mauritania.

## L'aereo
L'aereo coinvolto era un Fokker F28-4000 Fellowship (numero di serie 11092) che volò per la prima volta il 3 luglio 1975. L'aereo era alimentato da due motori turboreattore RB183-555-15H. All'epoca, la variante -6000 era considerata nuova. Il 30 luglio 1976 l'aereo fu consegnato a Linjeflyg con il codice di registrazione PH-SIX. Nell'aprile 1978 è stato riconvertito nella variante - 4000 e trasferito a NLM Cityhopper il 17 aprile. Il 27 aprile 1979 l'aereo fu noleggiato alla Libyan Arab Airlines (il codice di registrazione rimase lo stesso). Il 26 febbraio 1980 il Fokker è stato affittato a Pars Air e denominato EP-PBG. Il 26 novembre 1981, l'aereo tornò a Linjeflyg tornando ad essere identificato come PH-SIX. Il 15 dicembre 1983 fu venduto ad Air Mauritanie e il codice fu cambiato in 5T-CLF.

## L'incidente
L'aereo operò il volo MR625 (altre informazioni indicano il numero del volo come - MR251) da Nouakchott a Tidjika. A bordo c'erano 89 passeggeri e 4 membri dell'equipaggio. L'atterraggio è stato eseguito nel bel mezzo di una tempesta di sabbia. L'F28 aveva effettuato diversi avvicinamenti all'aeroporto prima di intraprendere un atterraggio duro, che tuttavia provocò il collasso del carrello anteriore e l'aereo scivolò fuori pista e si schiantò contro uno sperone roccioso esplodendo in fiamme. Solo 13 passeggeri sopravvissero, mentre tutti e quattro i membri dell'equipaggio e i restanti 76 passeggeri morirono.